# 皮亚塔角
皮亚塔角（俄语：Мыс Пята），又称千贺岬（日语：／），是捷尔佩尼耶半岛西海岸的海角，属萨哈林州波罗奈区。向西100公里隔捷尔佩尼耶湾和戈良斯基角相望，向东南43.5公里是奥布希尔内角，向东北5公里是波波夫角，向东3公里是轻帆湖，向北4公里是散江湖。交通不便，附近没有定居点，难以抵达。最熱的月份是七月，月均温10°C，最冷月一月均温-13°C，年平均降雨量為888毫米。